# Maison de la nature et de la culture de Vuohijärvi
La maison de la nature et de la culture de Vuohijärvi (en finnois : Vuohijärven Luonto ja kulttuuri talo) ou ancienne église de Vuohijärvi (en finnois : Vuohijärven entinen kirkko) est un édifice situé à Vuohijärvi dans la ville de Kouvola en Finlande. 
Depuis 2014, l'édifice est devenu le centre culturel de Vuohijärvi.

## Histoire

### L'église de Vuohijärvi
Vuohijärvi se développant grâce à l'industrie, le besoin de construire une église s'est fait sentir au tournant des années 1960. 
Le bâtiment a été conçu par l'architecte Väinö Vuorinen et a été achevé en 1966.
Dans le clocher de l'église se trouve la cloche de l'église de Säkkijärvi, en Carélie cédée par la Finlande à l'Union soviétique. 
Le retable a été peint par l'artiste Tapani Lemminkäinen et représente la vie de la zone industrielle de Vuohijärvi au début des années 1970. 
Aujourd'hui, le retable se trouve dans une salle du centre paroissial de Valkeala.
L'essoufflement de la vie paroissiale de Vuohijärvi au début des années 2000 et la situation financière fragilisée de la paroisse ont incité à réfléchir sur l'avenir de l'église.

### La Maison de la nature et de la culture de Vuohijärvi
L'édifice a été vendu en 2014 à Tuomas Hoikkala du Centre d'art Salmela, qui a décidé de conserver le précieux bien à des fins culturelles. 
Dans l'église, qui était en mauvais état et menacée de démolition, d'importants investissements de réparation ont été réalisés au cours de l'hiver 2014-2015. 
L'architecte Riitta Vesala et l'architecte d'intérieur Kaisa Blomstedt ont été responsables de la conception de la Maison de la nature et de la culture de Vuohijärvi.
Grâce aux réparations, l'église s'est transformée en une maison de la nature et de la culture dont l'inauguration a eu lieu le 17 juin 2015,,.
Pour la nouvelle activité, une aire de stationnement a été aménagée de l'autre côté de la rue. En 2016, le parc Rakkauspuisto conçu par l'architecte Riitta Vesala et le jardinier Oona Toivanen a été inauguré dans la cour du bâtiment, dont les belles pierres et les plantations créent un cadre raffiné pour la présentation de collections temporaires de sculptures.
Le public peut y participer a des évènements culturels et y voir des expositions telles que celle de Marc Chagall (11.6.-14.8.2022).
De nos jours, la maison de la nature et de la culture propose des prestations culturelles et touristiques. 
Un autre espace de galerie ouvert toute l'année du centre artistique Salmela est situés dans l'aile des bureaux. La proximité du parc national de Repovesi a inspiré le développement de services répondant aux besoins des touristes et de ceux qui s'intéressent à la nature, et le centre culturel complète les services touristiques déjà disponibles dans la zone.